# Championnats du monde de lutte 2010
Navigation
Herning 2009 Istanbul 2011
Les Championnats du monde de lutte 2010 se sont déroulés du 6 au 12 septembre au Olimpiisky Indoor Arena de Moscou en Russie.

## Résultats

### Lutte libreHommes
| Épreuves | Or                        | Argent                      | Bronze                                         |
| -------- | ------------------------- | --------------------------- | ---------------------------------------------- |
| 55 kg    | Viktor Lebedev (RUS)      | Toğrul Əsgərov (AZE)        | Frank Chamizo Marquez (CUB)                    |
| 55 kg    | Viktor Lebedev (RUS)      | Toğrul Əsgərov (AZE)        | Yasuhiro Inaba (JPN)                           |
| 60 kg    | Besik Kudukhov (RUS)      | Vasyl Fedoryshyn (UKR)      | Seyed Morad Mohammadi (IRN)                    |
| 60 kg    | Besik Kudukhov (RUS)      | Vasyl Fedoryshyn (UKR)      | Zəlimxan Hüseynov (AZE)                        |
| 66 kg    | Sushil Kumar (IND)        | Alan Gogaïev (RUS)          | Cəbrayıl Həsənov (AZE)                         |
| 66 kg    | Sushil Kumar (IND)        | Alan Gogaïev (RUS)          | Jeandry Garzon Caballero (CUB)                 |
| 74 kg    | Denis Tsargush (RUS)      | Sadegh Goudarzi (IRN)       | Gábor Hatos (HUN)                              |
| 74 kg    | Denis Tsargush (RUS)      | Sadegh Goudarzi (IRN)       | Abdulkhakim Shapiyev (KAZ)                     |
| 84 kg    | Mihail Petrov Ganev (BUL) | Zaurbek Sokhiev (UZB)       | Soslan Ktsoev (RUS)                            |
| 84 kg    | Mihail Petrov Ganev (BUL) | Zaurbek Sokhiev (UZB)       | Reineris Salas Perez (CUB)                     |
| 96 kg    | Xetaq Qazyumov (AZE)      | Khadzhimurat Gatsalov (RUS) | Aleksey Krupnyakov (KGZ) Rouslan Sheikov (BLR) |
| 96 kg    | Xetaq Qazyumov (AZE)      | Khadzhimurat Gatsalov (RUS) | Giorgi Gogshelidze (GEO)                       |
| 120 kg   | Bilyal Makhov (RUS)       | Artur Taymazov (UZB)        | Levan Berianidze (GEO)                         |
| 120 kg   | Bilyal Makhov (RUS)       | Artur Taymazov (UZB)        | Ioannis Arzoumanidis (GRE)                     |

### Lutte gréco-romaineHommes
| Épreuves | Or                           | Argent                               | Bronze                        |
| -------- | ---------------------------- | ------------------------------------ | ----------------------------- |
| 55 kg    | Hamid Sourian (IRN)          | Choi Gyu-jin (KOR)                   | Nazyr Mankiev (RUS)           |
| 55 kg    | Hamid Sourian (IRN)          | Choi Gyu-jin (KOR)                   | Roman Amoyan (ARM)            |
| 60 kg    | Həsən Əliyev (AZE)           | Ryūtarō Matsumoto (JPN)              | Almat Kepispayev (KAZ)        |
| 60 kg    | Həsən Əliyev (AZE)           | Ryūtarō Matsumoto (JPN)              | Jung Ji-hyun (KOR)            |
| 66 kg    | Ambako Vachadze (RUS)        | Armen Vardanyan (UKR)                | Vasif Arzimanov (TUR)         |
| 66 kg    | Ambako Vachadze (RUS)        | Armen Vardanyan (UKR)                | Vitali Rəhimov (AZE)          |
| 74 kg    | Selçuk Çebi (TUR)            | Arsen Julfalakyan (ARM)              | Imil Sharafetdinov (RUS)      |
| 74 kg    | Selçuk Çebi (TUR)            | Arsen Julfalakyan (ARM)              | Daniyar Kobonov (KGZ)         |
| 84 kg    | Hristo Diyanov Marinov (BUL) | Pablo Enrique Shorey Hernandez (CUB) | Aleksey Mishin (RUS)          |
| 84 kg    | Hristo Diyanov Marinov (BUL) | Pablo Enrique Shorey Hernandez (CUB) | Nenad Žugaj (CRO)             |
| 96 kg    | Amir Aliakbari (IRN)         | Tsimafei Dzeinichenka (BLR)          | Aslanbek Khouchtov (RUS)      |
| 96 kg    | Amir Aliakbari (IRN)         | Tsimafei Dzeinichenka (BLR)          | Jimmy Alexander Lidberg (SWE) |
| 120 kg   | Mijaín López (CUB)           | Yuriy Patrikeyev (ARM)               | Nurmakhan Tinaliyev (KAZ)     |
| 120 kg   | Mijaín López (CUB)           | Yuriy Patrikeyev (ARM)               | Riza Kayaalp (TUR)            |

### Lutte libreFemmes
| Épreuves | Or                            | Argent                 | Bronze                         |
| -------- | ----------------------------- | ---------------------- | ------------------------------ |
| 48 kg    | Hitomi Sakamoto (JPN)         | Lorisa Oorzhak (KOR)   | Shasha Zhao (CHN)              |
| 48 kg    | Hitomi Sakamoto (JPN)         | Lorisa Oorzhak (KOR)   | Carol Huynh (CAN)              |
| 51 kg    | Oleksandra Kohut (UKR)        | Yu Horiuchi (JPN)      | Sofia Magdalena Mattsson (SWE) |
| 51 kg    | Oleksandra Kohut (UKR)        | Yu Horiuchi (JPN)      | Zamira Rakhmanova (RUS)        |
| 55 kg    | Saori Yoshida (JPN)           | Yuliya Ratkevich (AZE) | Anna Gomis (FRA)               |
| 55 kg    | Saori Yoshida (JPN)           | Yuliya Ratkevich (AZE) | Tatiana Yadira Suarez (USA)    |
| 59 kg    | Battsetseg Soronzonbold (MGL) | Lan Zhang (CHN)        | Ayako Shoda (JPN)              |
| 59 kg    | Battsetseg Soronzonbold (MGL) | Lan Zhang (CHN)        | Malin Johanna Mattsson (SWE)   |
| 63 kg    | Kaori Icho (JPN)              | Elena Pirozhkova (USA) | Henna Katarina Johansson (SWE) |
| 63 kg    | Kaori Icho (JPN)              | Elena Pirozhkova (USA) | Lubov Volosova (RUS)           |
| 67 kg    | Martine Dugrenier (CAN)       | Elena Shalygina (KAZ)  | Ifeoma Iheanacho (NGA)         |
| 67 kg    | Martine Dugrenier (CAN)       | Elena Shalygina (KAZ)  | Alla Cherkasova (UKR)          |
| 72 kg    | Stanka Zlateva (BUL)          | Ohenewa Akuffo (CAN)   | Ekaterina Bukina (RUS)         |
| 72 kg    | Stanka Zlateva (BUL)          | Ohenewa Akuffo (CAN)   | Kyoko Hamaguchi (JPN)          |

## Tableau des médailles
| Rang  | Nation       | Or | Argent | Bronze | Total |
| ----- | ------------ | -- | ------ | ------ | ----- |
| 1     | Russie       | 5  | 2      | 8      | 15    |
| 2     | Japon        | 3  | 2      | 3      | 8     |
| 3     | Bulgarie     | 3  | 0      | 0      | 3     |
| 4     | Azerbaïdjan  | 2  | 2      | 4      | 8     |
| 5     | Iran         | 2  | 0      | 2      | 4     |
| 6     | Ukraine      | 1  | 3      | 1      | 5     |
| 7     | Cuba         | 1  | 1      | 3      | 5     |
| 8     | Canada       | 1  | 1      | 1      | 3     |
| 9     | Turquie      | 1  | 0      | 2      | 3     |
| 10    | Inde         | 1  | 0      | 0      | 1     |
| -     | Mongolie     | 1  | 0      | 0      | 1     |
| 12    | Arménie      | 0  | 2      | 1      | 3     |
| -     | Corée du Sud | 0  | 2      | 1      | 3     |
| 14    | Ouzbékistan  | 0  | 2      | 0      | 2     |
| 15    | Kazakhstan   | 0  | 1      | 2      | 3     |
| 16    | Biélorussie  | 0  | 1      | 1      | 2     |
| -     | Chine        | 0  | 1      | 1      | 2     |
| -     | USA          | 0  | 1      | 1      | 2     |
| 19    | Suède        | 0  | 0      | 4      | 4     |
| 20    | Géorgie      | 0  | 0      | 2      | 2     |
| -     | Kirghizstan  | 0  | 0      | 1      | 1     |
| 22    | Croatie      | 0  | 0      | 1      | 1     |
| -     | France       | 0  | 0      | 1      | 1     |
| -     | Grèce        | 0  | 0      | 1      | 1     |
| -     | Nigeria      | 0  | 0      | 1      | 1     |
| Total | Total        | 21 | 21     | 42     | 84    |